# Velika nagrada Eve Duarte Perón 1950
Velika nagrada Eve Duarte Perón 1950 je bila neprvenstvena dirka Formule 1 v sezoni 1950. Odvijala se je 7. januarja 1950 na dirkališču Palermo.

## Dirka
| Poz | Dirkač                  | Moštvo              | Dirkalnik         | Krogi | Čas/Odstop  | Št. m. |
| --- | ----------------------- | ------------------- | ----------------- | ----- | ----------- | ------ |
| 1   | Luigi Villoresi         | Scuderia Ferrari    | Ferrari 166       | 30    | 1:18:20,8   | 3      |
| 2   | Dorino Serafini         | Scuderia Ferrari    | Ferrari 125C      | 30    | + 25,0 s    | 4      |
| 3   | Clemar Bucci            | Privatnik           | Alfa Romeo 12C-37 | 30    | + 27,2 s    | 12     |
| 4   | Juan Manuel Fangio      | A.C.A.              | Ferrari 166       | 30    | + 40,2 s    | 1      |
| 5   | Felice Bonetto          | Scuderia Milano     | Milano            | 30    | + 1:09,0    | 11     |
| 6   | Nino Farina             | Privatnik           | Maserati 4CL      | 30    | + 1:48,0    | 5      |
| 7   | Louis Rosier            | Ecurie Rosier       | Talbot-Lago T26C  | 30    | + 2:14,2    | 8      |
| 8   | Reg Parnell             | Scuderia Ambrosiana | Maserati 4CL      | 30    | + 2:18,2    | 18     |
| 9   | Prince Bira             | Enrico Platé        | Maserati 4CL      | 30    | + 2:35,0    | 6      |
| 10  | Peter Whitehead         | Privatnik           | Ferrari 125C      | 29    | +1 krog     | 21     |
| 11  | Clemente Biondetti      | Luigi de Filippis   | Maserati 4CL      | 29    | +1 krog     | 20     |
| 12  | José Froilán González   | Privatnik           | Maserati 4CL      | 27    | +3 krogi    | 9      |
| Ods | Louis Chiron            | Helvetic            | Maserati 4CLT     | 23    | Prenos      | 15     |
| Ods | Eitel Cantoni           | Privatnik           | Maserati 4CLT     | 18    |             | 17     |
| Ods | Piero Taruffi           | Privatnik           | Maserati 4CLT     | 17    |             | 16     |
| Ods | Emmanuel de Graffenried | Enrico Platé        | Maserati 4CLT     | 17    |             | 13     |
| Ods | Philippe Étancelin      | Privatnik           | Talbot-Lago T26C  | 16    | Motor       | 7      |
| Ods | Piero Carini            | Privatnik           | Maserati 4CLT     | 16    |             | 14     |
| Ods | Alberto Ascari          | Scuderia Ferrari    | Ferrari 166       | 5     | Pregrevanje | 2      |
| Ods | Benedicto Campos        | A.C.A.              | Ferrari 166       |       | Gred        | 10     |
| Ods | Pascual Puopolo         | San Isidoro         | Talbot-Lago T26C  |       |             | 19     |
| DNS | Manfred von Brauchitsch | Luigi de Filippis   | Maserati 4CLT     |       |             |        |